# Jordy Croux
Jordy Croux (Hasselt, 15 januari 1994) is een Belgische voetballer die als flankaanvaller speelt.

## Carrière

### Jeugd
Croux begon te voetballen bij de Hasseltse club Runkst VV. Op zevenjarige leeftijd werd hij weggeplukt door profclub KRC Genk, waar hij de jeugdreeksen doorliep.

### KRC Genk
Op 21 maart 2012 maakte hij zijn debuut voor het eerste elftal van KRC Genk in de gewonnen wedstrijd tegen AA Gent. Hij kwam in net na rust bij een 0-1-achterstand. De wedstrijd werd gewonnen met 3-1, mede door een sterke prestatie van Croux. Zijn eerste basisplaats kreeg hij tegen KV Kortrijk. In april 2012 tekende hij ook een verbeterd contract tot 2015. Zijn eerste doelpunt maakte hij in de bekerwedstrijd tegen Royale Union Saint-Gilloise op 26 september 2012. Hij gaf in die wedstrijd ook meteen twee assists.
Ook in de bekerwedstrijd tegen RSC Anderlecht scoorde hij, hij benutte een zeer belangrijke strafschop in de strafschoppenreeks om de finale van de Beker van België te mogen spelen. Hij won met Genk ook deze beker. Op 31 januari 2014, de laatste dag van de wintertransferperiode, werd bekend dat hij voor een half seizoen wordt uitgeleend aan OH Leuven. Hier kwam hij aan 6 wedstrijden. In het seizoen 2014-2015 wordt hij door Genk samen met Willem Ofori, Stef Peeters en Alessio Alessandro voor één seizoen uitgeleend aan MVV Maastricht. Deze huurperiodes zijn ontstaan door een samenwerkingsverband tussen de twee clubs. Eind maart 2015 werd bekend dat Genk de optie om zijn contract te verlengen niet zou lichten waardoor Croux aan het einde van het seizoen een vrije speler is. 

### Carrière in Nederland
Hij tekende in juni 2015 een definitief contract tot medio 2017 bij MVV Maastricht, dat hem in het voorgaande seizoen al huurde van KRC Genk. Croux groeide bij MVV uit tot sterkhouder. In de zomer van 2016 werd hij weggeplukt door de Nederlandse eersteklasser Willem II. Croux had moeite om een vaste waarde waarde te worden bij de club uit Tilburg. In de tweede helft van het seizoen 2018/19 werd beslist hem een half seizoen uit te lenen aan ex-club MVV. Nadat deze uitleenbeurt afliep tekende Croux een definitief contract bij de grote rivaal van MVV, Roda JC. Op 1 september 2019 moest de wedstrijd tussen MVV en Roda JC stilgelegd worden doordat supporters van MVV bier en andere objecten richting Croux gooide.

### Avispa Fukuoka
Op 8 januari 2021 maakte Roda JC bekend dat Croux de club zou verlaten en een tweejarig contract tekent bij Avispa Fukuoka uit Japan.

## Statistieken
| Seizoen         | Club             | Land               | Competitie         | Competitie | Competitie | Beker | Beker | Internationaal | Internationaal | Totaal | Totaal |
| Seizoen         | Club             | Land               | Competitie         | Wed.       | Dlp.       | Wed.  | Dlp.  | Wed.           | Dlp.           | Wed.   | Dlp.   |
| --------------- | ---------------- | ------------------ | ------------------ | ---------- | ---------- | ----- | ----- | -------------- | -------------- | ------ | ------ |
| 2011/12         | KRC Genk         | Vlag van België    | Jupiler Pro League | 9          | 0          | 0     | 0     | 0              | 0              | 9      | 0      |
| 2012/13         | KRC Genk         | Vlag van België    | Jupiler Pro League | 6          | 0          | 2     | 1     | 1              | 0              | 9      | 1      |
| 2013/14         | KRC Genk         | Vlag van België    | Jupiler Pro League | 6          | 0          | 0     | 0     | 0              | 0              | 6      | 0      |
| 2013/14         | → OH Leuven      | Vlag van België    | Jupiler Pro League | 6          | 0          | 0     | 0     | -              | -              | 6      | 0      |
| 2014/15         | → MVV Maastricht | Vlag van Nederland | Eerste Divisie     | 38         | 5          | 2     | 1     | -              | -              | 40     | 6      |
| 2015/16         | MVV Maastricht   | Vlag van Nederland | Eerste Divisie     | 24         | 6          | 1     | 0     | -              | -              | 25     | 6      |
| 2016/17         | MVV Maastricht   | Vlag van Nederland | Eerste Divisie     | 5          | 2          | 0     | 0     | -              | -              | 5      | 2      |
| 2016/17         | Willem II        | Vlag van Nederland | Eredivisie         | 29         | 1          | 1     | 0     | 0              | 0              | 30     | 1      |
| 2017/18         | Willem II        | Vlag van Nederland | Eredivisie         | 22         | 1          | 2     | 0     | 0              | 0              | 24     | 1      |
| 2018/19         | Willem II        | Vlag van Nederland | Eredivisie         | 7          | 0          | 0     | 0     | 0              | 0              | 7      | 0      |
| 2018/19         | → MVV Maastricht | Vlag van Nederland | Eerste Divisie     | 14         | 3          | 0     | 0     | -              | -              | 14     | 3      |
| 2019/20         | Roda JC          | Vlag van Nederland | Eerste Divisie     | 29         | 3          | 2     | 0     | -              | -              | 31     | 3      |
| 2020/21         | Roda JC          | Vlag van Nederland | Eerste Divisie     | 16         | 3          | 1     | 0     | -              | -              | 17     | 3      |
| 2021            | Avispa Fukuoka   | Vlag van Japan     | J1 League          | 25         | 4          | 3     | 3     | -              | -              | 28     | 7      |
| 2022            | Avispa Fukuoka   | Vlag van Japan     | J1 League          | 31         | 4          | 14    | 1     | -              | -              | 45     | 5      |
| 2023            | Avispa Fukuoka   | Vlag van Japan     | J1 League          | 27         | 2          | 5     | 0     | -              | -              | 33     | 2      |
| 2024            | Cerezo Osaka     | Vlag van Japan     | J1 League          | 9          | 0          | 5     | 2     | -              | -              | 14     | 2      |
| 2024            | Júbilo Iwata     | Vlag van Japan     | J1 League          | 14         | 1          | 0     | 0     | -              | -              | 14     | 1      |
| 2025            | Júbilo Iwata     | Vlag van Japan     | J2 League          | 5          | 0          | 0     | 0     | -              | -              | 5      | 0      |
| Carrière totaal | Carrière totaal  | Carrière totaal    | Carrière totaal    | 322        | 35         | 38    | 8     | 1              | 0              | 362    | 43     |

## Palmares
| Nationaal        |    |      |
| Beker van België | 1x | 2013 |

## International
Als jeugdinternational speelde hij al voor verschillende jeugdelftallen.
| Nationale ploeg | seizoen   | wedstrijden | Goals |
| --------------- | --------- | ----------- | ----- |
| België U15      | 2008-2009 | 7           | 2     |
| België U16      | 2009-2010 | 11          | 2     |
| België U17      | 2010-2011 | 15          | 0     |
| België U17      | 2011-2012 | 2           | 0     |
| België U18      | 2011-2012 | 4           | 0     |
| België U19      | 2011-2012 | 8           | 1     |
| Totaal          | Totaal    | 47          | 5     |